# FAR75A/FAR70A
ARROWS Tab Wi-Fi FAR75A/FAR70A（アローズ タブ ワイファイ エフエーアール ナナゴエー/エフエーアール ナナゼロエー）は、富士通によって2012年1月12日に発表された、Androidベースのタブレット型端末である。

## 概要
ARROWS Tab LTE F-01Dの3G・LTE通信（FOMA・Xi）を非対応にした機種で、基本的な性能や搭載されているアプリはNTTドコモに関係するアプリを除きF-01Dとほぼ同じである。
ただしF-01Dにない機能は富士通製の携帯電話やパソコンではおなじみの指紋認証機能が追加されている。指紋認証機能は画面ロック解除の時とパスワードマネージャーの認証として利用できる。
また内蔵メモリーはFAR75Aが32GB、FAR70Aが16GBの2種類となっている。

## 歴史
- 2012年1月12日 - 富士通によってに発表
- 2012年1月19日 - 発売開始
- 2012年10月1日 - Android 4.0.3へのバージョンアップ開始
- 2012年10月4日 - 上記バージョンアップを一時停止
- 2012年10月15日 - バージョンアップ再開